# IC 4326
IC 4326 — спиральная галактика типа S? в созвездии Гидра. Поверхностная яркость — 12,8 mag/arcmin². Этот объект входит в число перечисленных в оригинальной редакции «Нового общего каталога».